# Miki Yoshikawa
Miki Yoshikawa (japanisch 吉河 美希 Yoshikawa Miki, * 2. Oktober 1982) ist eine japanische Mangaka. Ihr für ein jugendliches männliches Publikum (Shōnen) geschriebenen romantischen Komödien wurden mehrfach übersetzt und verfilmt.

## Werdegang und Werk
Seit sie 19 Jahre alt war, zeichnete Yoshikawa Mangas und nahm an Wettbewerben teil. Yoshikawas professionelles Debüt als Zeichnerin war die Kurzgeschichte Glory Days, die 2003 im Magazine Special bei Kodansha erschien. Danach arbeitete sie als Assistentin für Hiro Mashima, ehe 2005 mit Yankee-kun to Megane-chan im Shōnen Magazine Wonder ihre erste lange Serie startete, die später ins renommierte Shōnen Magazine wechselte. Die Serie lief bis 2011 und erreichte 23 Sammelbände. 2010 wurde sie als Dorama adaptiert und 2015 kam ein kurzer Anime dazu heraus.
Von 2012 bis 2017 erschien Yoshikawas nächste lange Serie: Yamada-kun and the seven Witches. Die romantische Komödie über Oberschüler, die ihre Körper durch Küsse tauschen können, wurde in mehrere Sprachen übersetzt und 2015 als Anime-Fernsehserie umgesetzt. Mit der ab 2014 bei Carlsen Manga erschienenen Übersetzung war die Serie auch Yoshikawas erster Manga, der auf Deutsch erschien. Seit 2020 erscheint Yoshikawas aktuelle Serie A Couple of Cuckoos, die von zwei als Babys vertauschten Jugendlichen erzählt, die nun in der Oberschulzeit zusammenleben. Ebenfalls eine romantische Komödie wurde die Serie wieder mehrfach, darunter ins Deutsche, übersetzt und erhielt 2022 eine Umsetzung als Animeserie. 

## Bibliografie (Auswahl)
- Glory Days (2003, Kurzgeschichte)
- Yankee-kun to Megane-chan (ヤンキー君とメガネちゃん, 2005–2011, 23 Bände)
- Mao no Kyōshitsu (魔王の教室, 2011, Kurzgeschichte)
- Yamada-kun and the seven Witches (山田くんと7人の魔女 Yamada-kun to 7-nin no Majo, 2012–2017, 28 Bände)
- Yankee-kun na Yamada-kun to Megane-chan to Majo (ヤンキー君な山田くんとメガネちゃんと魔女, 2014, Kurzgeschichte)
- Tōkyō Heru Hebunzu (東京ヘルヘブンズ, 2019, Kurzgeschichte)
- A Couple of Cuckoos (カッコウの許嫁 Kakkō no Iinazuke, seit 2020, 25 Bände)
- Hiiragi-san Chi no Kyūketsu Jijō (柊さんちの吸血事情, seit 2021, 3 Bände)